# The Fatal Mirror
The Fatal Mirror è un cortometraggio muto del 1912 diretto da Allan Dwan.

## Produzione
Il film fu prodotto dalla Flying A (American Film Manufacturing Company). Venne girato a Point Loma.

## Distribuzione
Distribuito dalla Film Supply Company, il film - un cortometraggio di duecento metri - uscì nelle sale cinematografiche USA il 15 luglio 1912. Nelle proiezioni, veniva programmato con il sistema dello split reel, accorpato in un'unica bobina con un altro cortometraggio prodotto dall'American Film Manufacturing Company, il documentario Point Loma.